# Jordan 196
Chronologie des modèles (1996)
Jordan 195 Jordan 197
La Jordan 196 est la monoplace de l'écurie Jordan Grand Prix lors de la saison 1996 de Formule 1. Elle est pilotée par le Brésilien Rubens Barrichello présent dans l'équipe pour la quatrième année et par le Britannique Martin Brundle en provenance de Ligier. La 196 est équipée d'un moteur Peugeot pour la deuxième année consécutive. L'écurie a signé un contrat de partenariat financier avec Benson & Hedges d'où sa livrée dorée.
Jordan commence la saison avec de bons résultats, contrairement à l'année précédente, cependant, l'écurie est incapable de gagner une seule course. En effet, contrairement à la saison précédente, aucun des pilotes de l'écurie irlandaise ne monte sur le podium, bien qu'elle ait marqué un point de plus.
À la fin de la saison, Jordan termine cinquième  du championnat constructeurs avec 22 points. Martin Brundle se retire de la compétition et Rubens Barrichello rejoint l'écurie novice Stewart Grand Prix qui fera ses débuts en 1997.

## Résultats en championnat du monde de Formule 1

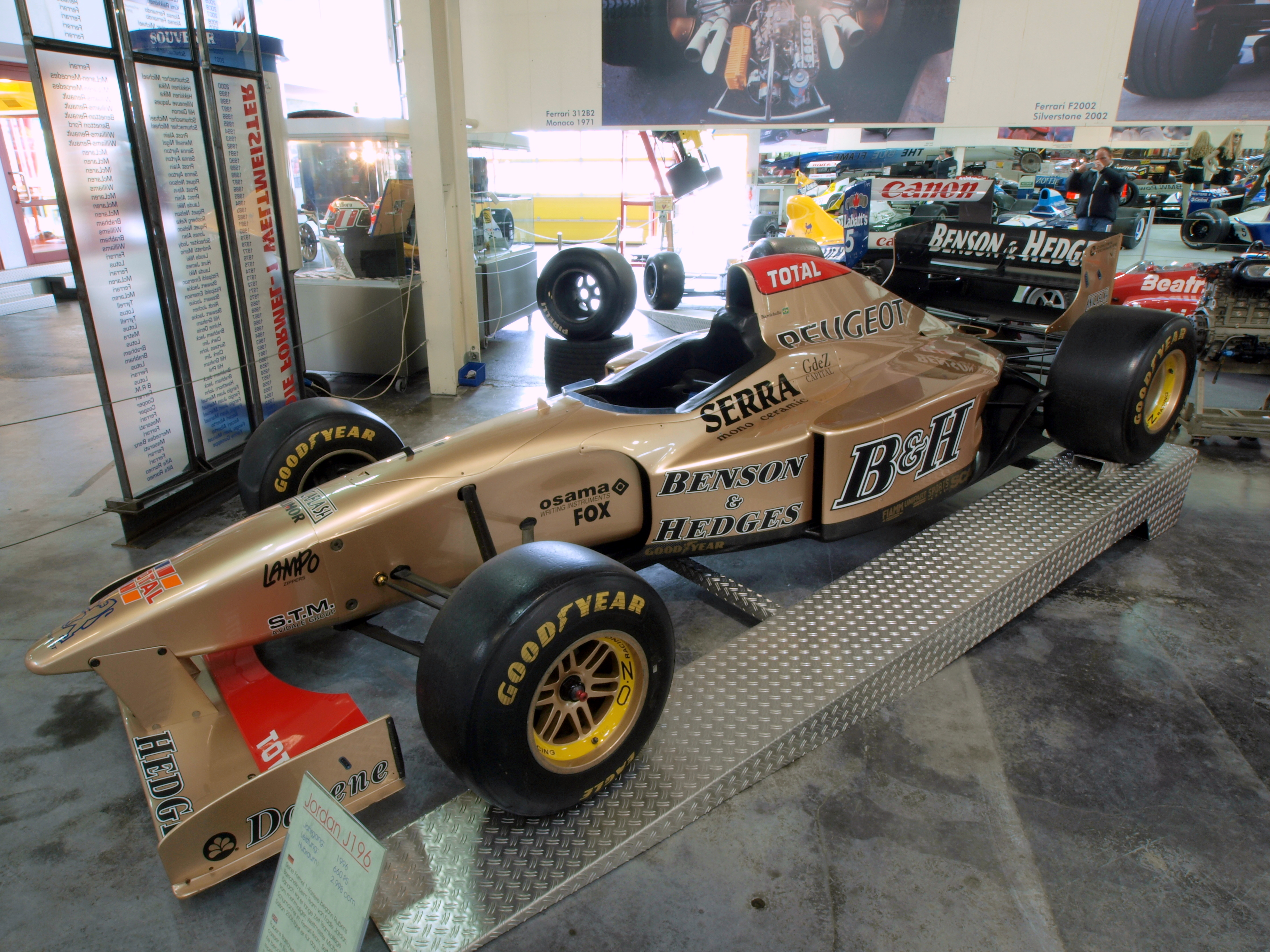
La Jordan 196 en exposition à Sinsheim

| Saison | Écurie                   | Moteur      | Pneus    | Pilotes            | Courses | Courses | Courses | Courses | Courses | Courses | Courses | Courses | Courses | Courses | Courses | Courses | Courses | Courses | Courses | Courses | Points inscrits | Classement |
| Saison | Écurie                   | Moteur      | Pneus    | Pilotes            | 1       | 2       | 3       | 4       | 5       | 6       | 7       | 8       | 9       | 10      | 11      | 12      | 13      | 14      | 15      | 16      | Points inscrits | Classement |
| ------ | ------------------------ | ----------- | -------- | ------------------ | ------- | ------- | ------- | ------- | ------- | ------- | ------- | ------- | ------- | ------- | ------- | ------- | ------- | ------- | ------- | ------- | --------------- | ---------- |
| 1996   | B&H Total Jordan Peugeot | Peugeot V10 | Goodyear |                    | AUS     | BRÉ     | ARG     | EUR     | SMR     | MON     | ESP     | CAN     | FRA     | GBR     | ALL     | HON     | BEL     | ITA     | POR     | JAP     | 22              | 5e         |
| 1996   | B&H Total Jordan Peugeot | Peugeot V10 | Goodyear | Rubens Barrichello | Abd     | Abd     | 4e      | 5e      | 5e      | Abd     | Abd     | Abd     | 9e      | 4e      | 6e      | 6e      | Abd     | 5e      | Abd     | 9e      | 22              | 5e         |
| 1996   | B&H Total Jordan Peugeot | Peugeot V10 | Goodyear | Martin Brundle     | Abd     | 12e     | Abd     | 6e      | Abd     | Abd     | Abd     | 6e      | 8e      | 6e      | 10e     | Abd     | Abd     | 4e      | 9e      | 5e      | 22              | 5e         |

Légende : ici 